# Henri Denis (théologien)
 (août 2021).
La mise en forme du texte ne suit pas les recommandations de Wikipédia : il faut le « wikifier ».
Les points d'amélioration suivants sont les cas les plus fréquents :
- Les titres sont pré-formatés par le logiciel. Ils ne sont ni en capitales, ni en gras.
- Le texte ne doit pas être écrit en capitales (les noms de famille non plus), ni en gras, ni en italique, ni en « petit »…
- Le gras n'est utilisé que pour surligner le titre de l'article dans l'introduction, une seule fois.
- L'italique est rarement utilisé : mots en langue étrangère, titres d'œuvres, noms de bateaux, etc.
- Les citations ne sont pas en italique mais en corps de texte normal. Elles sont entourées par des guillemets français : « et ».
- Les listes à puces sont à éviter, des paragraphes rédigés étant largement préférés. Les tableaux sont à réserver à la présentation de données structurées (résultats, etc.).
- Les appels de note de bas de page (petits chiffres en exposant, introduits par l'outil «  Source ») sont à placer entre la fin de phrase et le point final[comme ça].
- Les liens internes (vers d'autres articles de Wikipédia) sont à choisir avec parcimonie. Créez des liens vers des articles approfondissant le sujet. Les termes génériques sans rapport avec le sujet sont à éviter, ainsi que les répétitions de liens vers un même terme.
- Les liens externes sont à placer uniquement dans une section « Liens externes », à la fin de l'article. Ces liens sont à choisir avec parcimonie suivant les règles définies. Si un lien sert de source à l'article, son insertion dans le texte est à faire par les notes de bas de page.
- La présentation des références doit suivre les conventions bibliographiques. Il est recommandé d'utiliser les modèles {{Ouvrage}}, {{Chapitre}}, {{Article}}, {{Lien web}} et/ou {{Bibliographie}}. Le mode d'édition visuel peut mettre en forme automatiquement les références.
- Insérer une infobox (cadre d'informations à droite) n'est pas obligatoire pour parachever la mise en page.

Pour une aide détaillée, merci de consulter Aide:Wikification.
Si vous pensez que ces points ont été résolus, vous pouvez retirer ce bandeau et améliorer la mise en forme d'un autre article.
Pour les articles homonymes, voir Henri Denis et Denis.
Henri Denis né à Roanne (Loire) le 3 janvier 1921 et décédé à Écully (Rhône) le 4 juillet 2015, est un théologien catholique français, expert au concile Vatican II.

## Biographie
Henri Denis est l’un des principaux représentants de la théologie française de la fin du XXe siècle, caractérisée par la réflexion sur les problèmes rencontrés par les responsables d’Église dans leur action pastorale.
Il met en œuvre en France, et dans le diocèse de Lyon en particulier, les innovations du concile Vatican II auquel il a participé en tant que conseiller du cardinal Gerlier, archevêque de Lyon, et de Mgr Villot, modérateur de l’assemblée conciliaire : réforme liturgique, diaconat permanent, formation au ministère presbytéral, par exemple, et en diffuse les idées : nouvelle théologie sacramentaire, ecclésiologie du « Peuple de Dieu », etc.
Il occupe des postes officiels au sein de l’Église catholique en France comme conseiller d’évêques, chargé de formation des prêtres, diacres et laïques, responsable de la liturgie, etc., mais dans le même temps reste proche de groupes marginalisés dans l’Église catholique : prêtres au travail, prêtres mariés, divorcés remariés, etc.
Il estime que sous le pontificat de Jean-Paul II la collégialité des évêques a été battue en brèche et freinées les recherches théologiques et  pastorales ; après avoir lancé en 1985 ce cri : « Église, qu’as-tu fait de ton concile ? »[réf. nécessaire], il critique le retour au centralisme romain illustré, entre autres, par les voyages pontificaux comme celui de 1986 à Lyon qu’il boycotte[réf. nécessaire]. En 1988 il fonde avec quelques autres prêtres les groupes contestataires « Jonas »[réf. souhaitée] qui veulent réaffirmer l’actualité de l’esprit du concile Vatican II.
Ne désespérant jamais des possibilités de réaction du peuple chrétien, il voit à la fin de sa vie plusieurs des perspectives conciliaires auxquelles il était attaché, comme la question des divorcés remariés ou la priorité aux plus pauvres, remises à l’honneur par le pape François élu en 2013.

## Ministère pastoral
- 1951 : ordonné prêtre du diocèse de Lyon.
- 1951-1964 : professeur au grand séminaire de Lyon.
- 1962-1965 : expert au Concile Vatican II, participation aux travaux du Collège belge sur les questions sociales, à la rédaction des textes sur le prêtre (Lumen Gentium n°28, décret Presbyterorum ordinis).
- 1964-1981 : vicaire épiscopal du diocèse de Lyon chargé de la pastorale liturgique et sacramentelle.
- 1964-1985 : chargé de la formation permanente des prêtres du diocèse de Lyon.
- 1981-1991 : vicaire de la paroisse de Francheville.
- 1991-2010 : prêtre auxiliaire à la paroisse de Sainte-Foy-lès-Lyon.
- 2010 : retiré à la maison Louise-Thérèse d’Écully.

## Enseignement théologique
- 1951 : professeur au Grand Séminaire de Lyon
- 1960 : docteur en théologie de la Faculté de théologie de l'Université catholique de Lyon avec une thèse sur  La théologie de l’Ascension dans les sermons de Saint Léon le Grand
- professeur de dogme à l'Institut pastoral d'études religieuses (Faculté de théologie de Lyon)
- membre du Conseil National de Pastorale Liturgique (CNPL)
- 1984-1988 membre du conseil de rédaction de la revue  La Maison-Dieu  (CNPL)

### La Maison-Dieu. Cahiers de pastorale liturgique
- 1966, La pastorale des sacrements dans une vue théologique de l'ensemble de la pastorale, n°88
- 1968, Les sacrements dans la vie de l’Église, n° 93
- 1969, Les prêtres et la liturgie. Essai de réflexion sur la situation présente, n°97
- 1970, Liturgie et sacrement. Vers une nouvelle étape de la réforme liturgique, n°104
- 1977, Problèmes pastoraux autour de l'Eucharistie, n°129
- 1984, La pastorale sacramentelle en France depuis 25 ans, n°157

### Revue des Sciences Religieuses
- 1984, Sur les rapports entre théologie et pastorale, n°58

### Lumière et Vie
- 1966, Approches théologiques du sacerdoce ministériel, n°76
- 1970, Les communautés de base sont-elles l'Eglise ?, n°99
- 1987, Église peuple de Dieu, une priorité impossible ?, n°182
- 1994, Ambiguïtés d'un catéchisme universel, n°216